# Centre Square
Centre Square – kompleks wieżowców w Filadelfii, w stanie Pensylwania, w Stanach Zjednoczonych. W jego skład wchodzą dwa wieżowce: Centre Square I (127 m wysokości) oraz Centre Square II (150 m wysokości). Obydwa budynki zajmują kolejno dwudzieste trzecie i czternaste miejsce na liście najwyższych budynków w mieście. Zostały otwarte w 1973 roku i posiadają odpowiednio 32 i 40 kondygnacji. Ich budowa kosztowała 80 milionów dolarów. Zaprojektowane zostały w latach 60. przez Vincent Kling & Associates, zaś otwarte w roku 1973. Od roku 1975 największym dzierżawcą budynków jest firma Towers Perrin.
Najbardziej znany jest z wystawy rzeźb Claesa Oldenburga o nazwie Clothespin znajdującej się przed budynkami. Jack Wolgin, wielbiciel sztuki współczesnej oraz deweloper, zlecił umieszczenie trzech dzieł sztuki w kompleksie w ramach programu Percent for Art (procent dla sztuki), w którym uczestniczy Filadelfia. Pracami tymi są Clothespin Oldebnurga, Milord la Chamarre Jeana Dubeffeta oraz transparenty Alexandra Coldera. Mają one promować sztukę w Filadelfii.

## Historia
Centre Square został zaprojektowany w latach 60. przez Vincent Kling & Associates, zaś developerem jest Jack Wolgin. Kompleks otwarty został w 1973 roku, jego budowa kosztowała 80 milionów dolarów. Pierwszym dzierżawcą budynku był bank First Pensylvania Bank. Metropolitan Life Insurance Company (MetLife) został właścicielem kompleksu w 1973 roku. W 1992 roku stał się jego jedynym właścicielem. Około roku 2000 rolę tę przejął Metropolitan Life of Virginia. Wolgin sprzedał swoje udziały w kompleksie we wczesnych latach 80. a w roku 2002 MetLife wystawił budynek na sprzedaż. W październiku tego samego roku kupił go HRPT Properties Trust bought Centre Square za 183,5 milionów dolarów plus koszty zamknięcia transakcji. Nowy właściciel rozpoczął plany polepszania i renowacji kompleksu. Polepszenie to miało na celu modernizację wind, klimatyzacji oraz systemów bezpieczeństwa. Firma zajmująca się architekturą, Daroff Design Inc. miała plany oczyszczenia budynku, zmienienia niektórych części atrium oraz placu znajdującego się przed budynkiem.
Obecnie największym dzierżawcą Centre Square jest firma Towers Perrin. Ma ona swoje biura w kompleksie od roku 1975, zaś w roku 2004 odnowiła swoją umową i zajmuje obecnie około 23-28 tysięcy m2 wschodniego wieżowca. Firma Comcast miała swoją siedzibę w Centre Square w latach 1991-2007. Wcześniej firma mieściła się w One Meridian Plaza, jednak pożar zniszczył jej siedzibę i przeniosła się do Centre Square. Kompleks opuściła w roku 2007 po nieudanych próbach uzyskania pozwolenia na zostanie w Centre Square i obecnie ma swoją siedzibę w Comcast Center. W 1999 roku firma Lincoln National Corporation przeprowadziła się z Fort Wayne do Centre Square. Ma ona siedzibę o powierzchni 3 tysięcy m² w zachodnim wieżowcu. W 2007 roku firma przeniosła 400 pracowników, w tym główne kierownictwo poza Filadelfię do Radnor Township.

## Budynki
Centre Square ma powierzchnię 167 tysięcy m2. W skład kompleksu wchodzą dwa wysokie wieżowce, połączone ze sobą przez atrium. Kompleks położony jest na Market Street pomiędzy 15th Street a 16th Street w śródmieściu Filadelfii w Pensylwanii. Na wschód od Centre Square znajduje się City Hall. Wschodni wieżowiec jest mniejszy od zachodniego. Ma 22 kondygnacje i 127 m wysokości, nosi nazwę Centre Square I. Zachodni wieżowiec, Centre Square II ma natomiast 40 pięter, położony jest w rogu pomiędzy Market oraz 16th Street. Ma 150 m wysokości. Centre Square I oraz Centre Square II są kolejno na dwudziestym trzecim oraz czternastym miejscu na liście najwyższych budynków w Filadelfii. Obydwa wieżowce połączone są ze sobą na czwartej kondygnacji poprzez atrium, w budynku znajdują się także trójkątne windy. Do placu przed budynkami, znajdującego się w rogu pomiędzy Market a 15th Street można dojechać metrem ze stacji Southeastern Pennsylvania Transportation Authority (SEPTA) 15th Street.

### Sztuka
Centre Square było i jest miejscem promocji sztuki współczesnej. Do połowy lat 80., kiedy to budynki opuściła firma Arco Chemical Co. w całym kompleksie gości sztuka. Filadelfia uczestniczy w programie percent for art, według którego niewielka część kosztów konstrukcji przeznaczona musi zostać na sztukę. Kolekcjoner sztuki współczesnej oraz developer, Jack Wolgin zlecił zarezerwowanie trzech miejsc w kompleksie na dzieła sztuki. Najsłynniejszym z dzieł jest 14-metrowy Cor-Ten oraz nierdzewna rzeźba z metalu o nazwie Clothespin Claesa Oldenburga. Znajdują się one na placu przed budynkiem. Centre Square jest najbardziej znany z Clothespin i często nazywany jest Clothespin Building. Główny dzierżawca budynków, First Pennsylvania Bank chciał także aby umieścić rzeźbę generała na koniu, jednak Wolgin nie zgodził się na to mówiąc: "Nie, przecież mamy Clothespin.". W atrium znajduje się także Milord la Chamarre, rzeźba z metalu Jeana Dubuffeta. W połowie lat 80. wnętrze zostało odremontowane i Milord la Chamarre zostało przeniesione na Market Square. W kompleksie znajduje się także osiem transparentów wykonanych przez Alexandra Caldera. Są szerokie na 5,5–8,5 m i powieszone w atrium. Mają kolorowy, kwiatowy, księżycowy oraz nocny design. W czasie renowacji w latach 80. transparenty zostały usunięte, zaś następnie zagubione. Po nacisku Philadelphia Redevelopment Authority rozpoczęło się ich poszukiwanie. Znalezione zostały w rupieciarni na początku XXI wieku. W 2009 roku niektóre z transparentów pokazano na tymczasowym pokazie w Free Library of Philadelphia.
Wolgin powiedział, że zlecił zarezerwowanie trzech miejsc w Centre Square dla "dostarczenia sztuki, która poprawiłby Filadelfię poprzez integrację codziennego życia pracujących lub mieszkających w mieście, zabawy i inspiracji ze świetnej sztuki." Były szef programu Redevelopment Authority, Mary Kirloy powiedział, że dzieła sztuki przedstawione w kompleksie rozpoczęły budowanie wizerunku miasta jako promotora sztuki.